# Русская Правда
Ру́сская Пра́вда (др.-рус. Правда рѹсьскаꙗ, или Правда рускаа, здесь «правда» в значении лат. iustitia, др.-греч. δικαίωμα) — сборник правовых норм Киевской Руси, датированный различными годами, начиная с 1016 года, древнейший русский правовой кодекс. Является одним из основных письменных источников русского права. Происхождение наиболее ранней части Русской Правды связано с деятельностью князя Ярослава Мудрого. Написана на древнерусском языке. Русская Правда стала основой русского законодательства и сохраняла своё значение до XV—XVI веков.
Первооткрывателем Русской Правды для исторической науки является историк В. Н. Татищев, в 1737 году обнаруживший краткую её редакцию.
Русская Правда содержит нормы уголовного, обязательственного, наследственного, семейного и процессуального права. Является главным источником для изучения правовых, социальных и экономических отношений Киевской Руси.

## Текстология

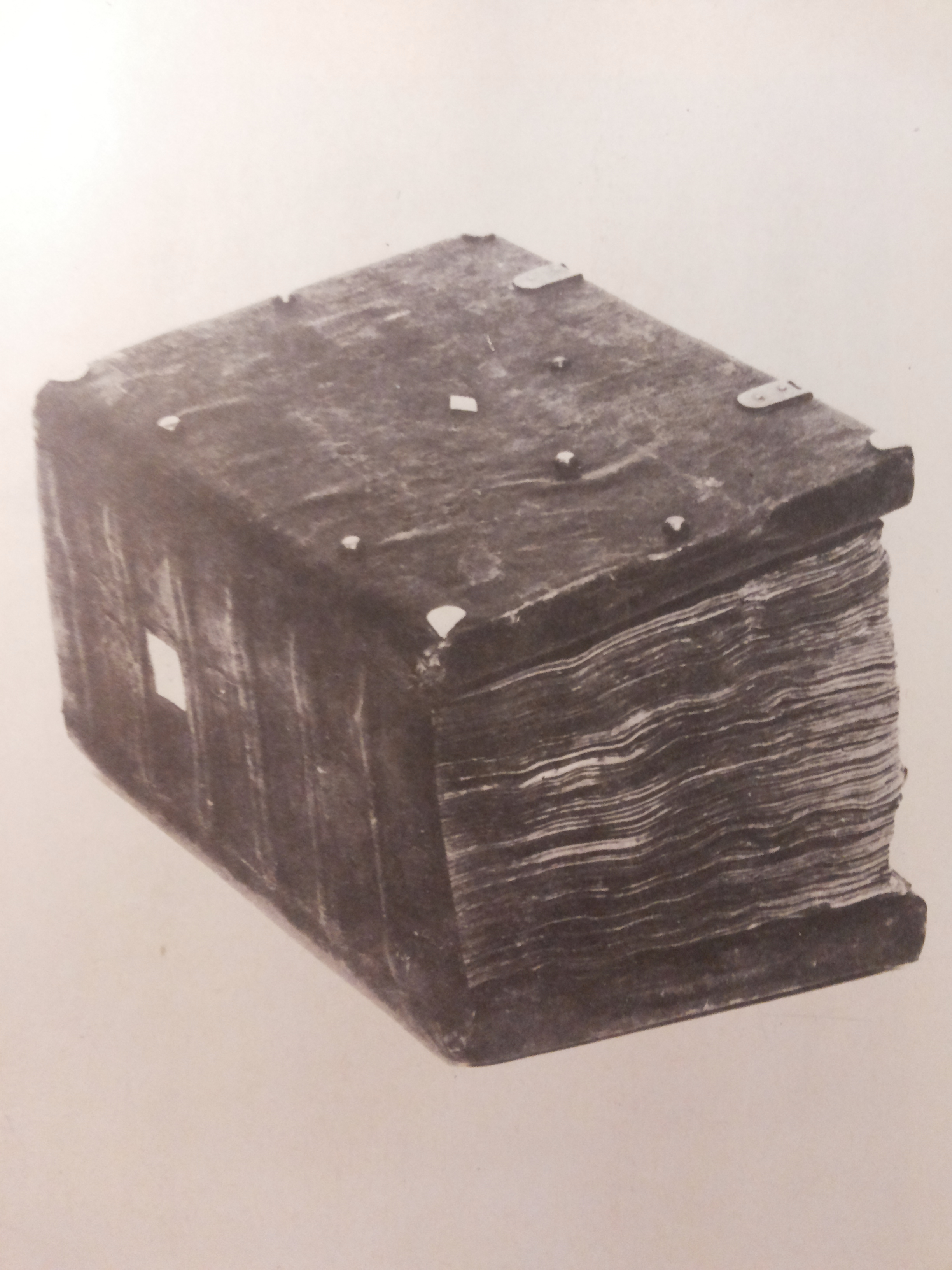
Синодальная Кормчая, содержащая Русскую Правду, конец XIII века

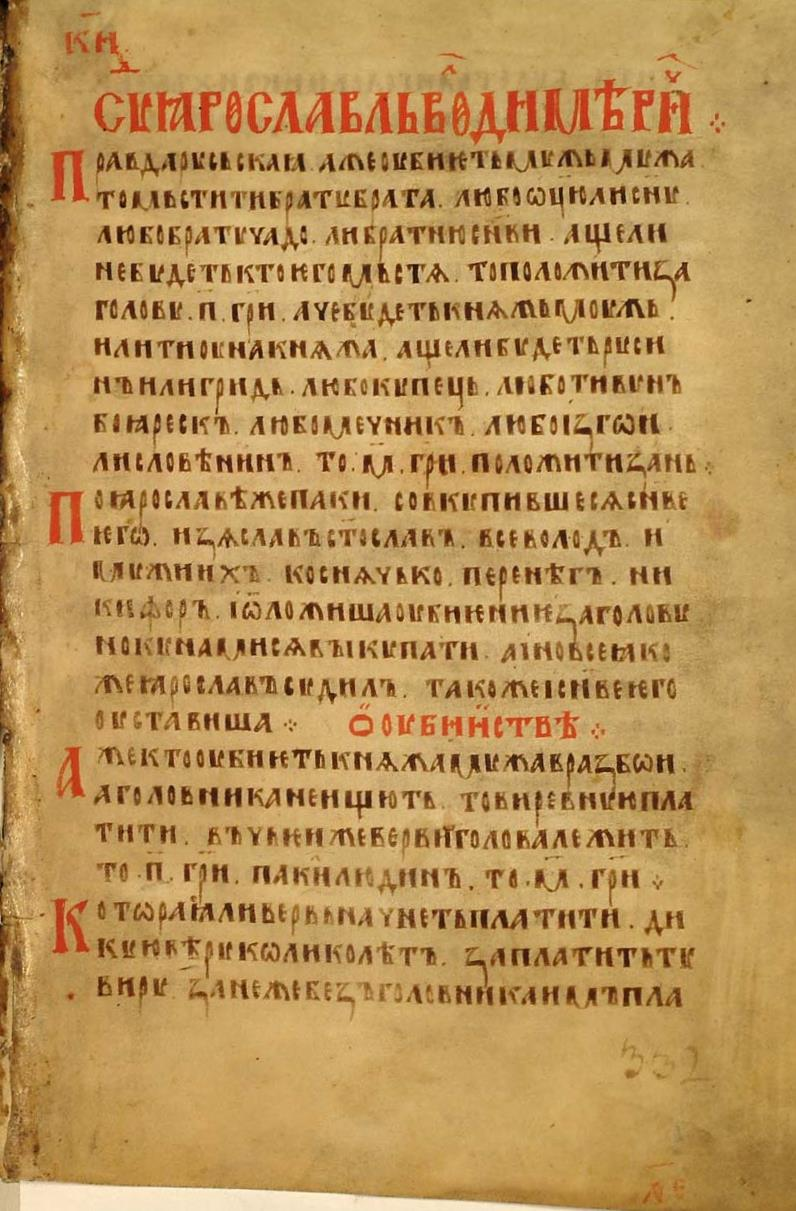
Начало Троицкого I списка Русской Правды (Пространная редакция), XIV век

Архетип и ранние списки (экземпляры) Русской Правды не сохранились. Имеются только сравнительно поздние списки в составе различных сборников и летописей. Чаще всего списки Русской Правды соседствуют с церковными правовыми текстами.
Списки Русской Правды, как правило, объединяются в три редакции: Краткая, Пространная и Сокращённая.
Краткая редакция Русской Правды (или Краткая Правда) известна в нескольких списках, из которых только два списка в составе Новгородской первой летописи младшего извода — Комиссионный (Археографический) и Академический XV века — являются аутентичными; прочие списки сделаны в XVIII—XIX веках с этих двух и связаны с деятельностью В. Н. Татищева. В Новгородской первой летописи младшего извода под 1016 годом помещён рассказ о борьбе Ярослава Мудрого со Святополком, после победы над которым при Любече Ярослав садится княжить в Киеве, а помогавших ему в борьбе новгородцев награждает деньгами и дарует им грамоту. Затем в летописи приводится текст Краткой Правды.
Пространная редакция Русской Правды (или Пространная Правда) известна в более чем 100 списках XIII—XV и более поздних веков в составе Кормчих книг, Мерила Праведного и других рукописных сборников, а также в составе летописей. В заголовке она содержит имя Ярослава Владимировича (Ярослава Мудрого). Древнейший известный список Русской Правды вообще и Пространной редакции в частности входит в состав Синодальной Кормчей конца XIII века (Синодальный список Русской Правды). Наиболее исправный список Пространной редакции входит в состав Троицкого списка Мерила Праведного XIV века (Троицкий список Русской Правды).
Сокращённая (из Пространной) редакция Русской Правды (или Сокращённая Правда) известна в двух списках Кормчих книг XVII века. В заголовке также содержит имя Ярослава Владимировича.

## Происхождение

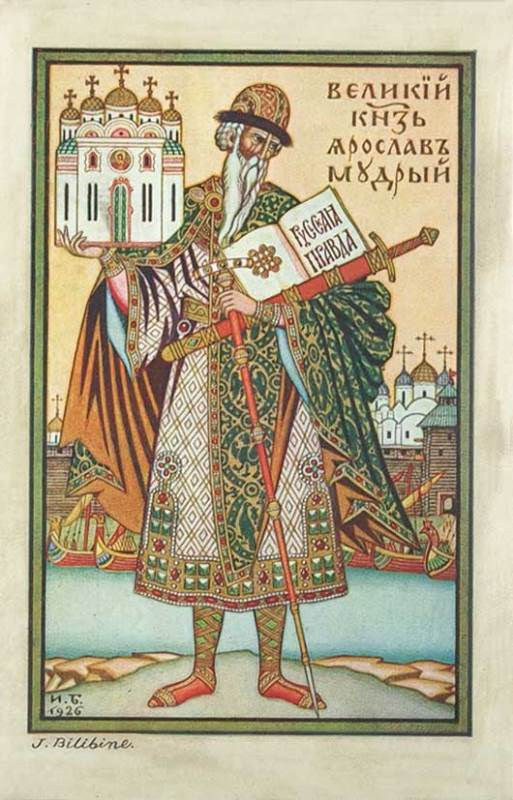
Князь Ярослав Мудрый держит Софийский собор и Русскую Правду. Картина Ивана Билибина

Русская Правда аналогична более ранним европейским правовым сборникам, в том числе так называемым германским (варварским) правдам, например, «Салической правде» — сборнику законодательных актов Франкского государства, древнейший текст которого относится к началу VI века. Также известны Рипуарская и Бургундская правды, составленные в V—VI веках, и другие. К варварским правдам относятся и англосаксонские судебники, а также ирландский, алеманский, баварский и некоторые другие юридические сборники. Наименование этих сборников законов «правдами» — условно и принято в русскоязычной литературе (по аналогии с Русской Правдой). В оригинале, например, Салическая правда известна как «Lex Salica» (с лат. — «Салический закон»).
Вопрос о времени происхождения древнейшей части Русской Правды спорен. Большинство современных исследователей связывают так называемую Древнейшую Правду (первая часть Краткой редакции) с именем Ярослава Мудрого (Правда Ярослава). Период создания Древнейшей Правды — 30-е годы XI века — 1054 годы. Нормы Русской Правды были постепенно кодифицированы киевскими князьями на основе устного восточнославянского обычного права с включением отдельных элементов византийского права. Как полагает И. В. Петров, Русская Правда «явилась конечным кодифицированным результатом эволюции Древнерусского права», прошедшего несколько этапов в своем развитии.

## Состав и датировка

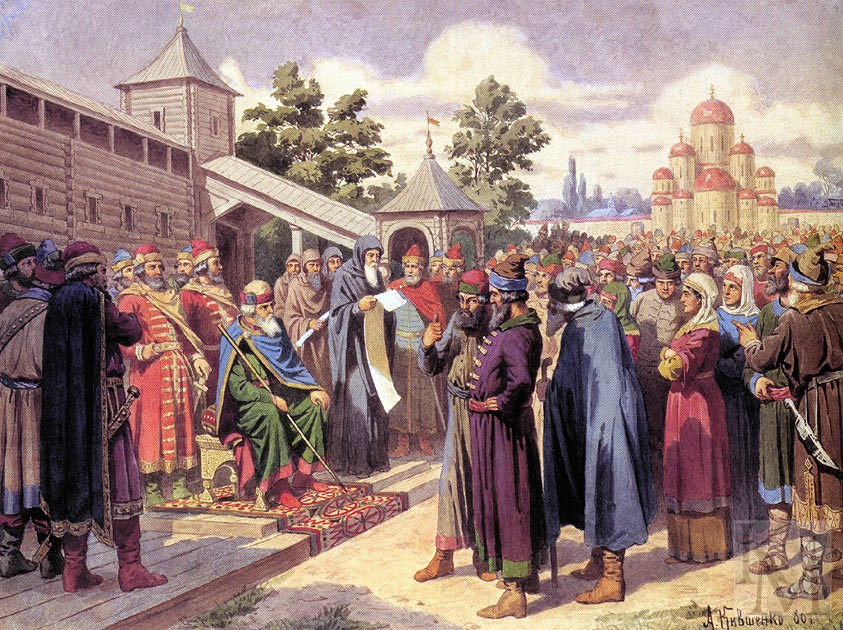
Алексей Кившенко. «Чтение народу Русской Правды в присутствии великого князя Ярослава», 1880

Краткая редакция состоит из следующих частей:
- так называемая Правда Ярослава, или Древнейшая Правда (статьи 1—18), 1016 год (большинство учёных) или 1030-е годы (С. В. Юшков, М. Н. Тихомиров), как правило, связывается с деятельностью Ярослава Мудрого[3];
- Правда Ярославичей (Изяслава, Всеволода и Святослава, сыновей Ярослава Мудрого[3], входивших в триумвират Ярославичей) (статьи 19—41), младший из трёх князей Всеволод назван перед средним Святославом), не имеет точной даты, нередко относится к 1072 году[3];
- Покон вирный (статья 42) — определение порядка кормления вирников (княжеских слуг, сборщиков вир — судебных штрафов[3]), 1020-е или 1030-е годы;
- Урок мостникам (статья 43) — регулирование оплаты труда мостников — строителей мостовых, или, согласно некоторым версиям, строителей мостов, 1020-е или 1030-е годы.

Краткая редакция включает 43 статьи. Первая её часть, наиболее древняя (Правда Ярослава), отмечает сохранение обычая кровной мести, хотя и ограничивает его кругом ближайших родственников, отсутствие чёткой дифференциации размеров судебных штрафов в зависимости от социального статуса потерпевшего. Правда Ярославичей отражает дальнейший процесс развития правовых отношений: включает повышенные штрафы за убийство привилегированных слоев общества. Значительная часть статей посвящена защите княжеского хозяйства и княжеских людей. Наказаниями по Краткой Правде являются денежные штрафы, за наиболее тяжкие преступления допускается расправа на месте происшествия. Большинство учёных относят Краткую Правду к XI веку.

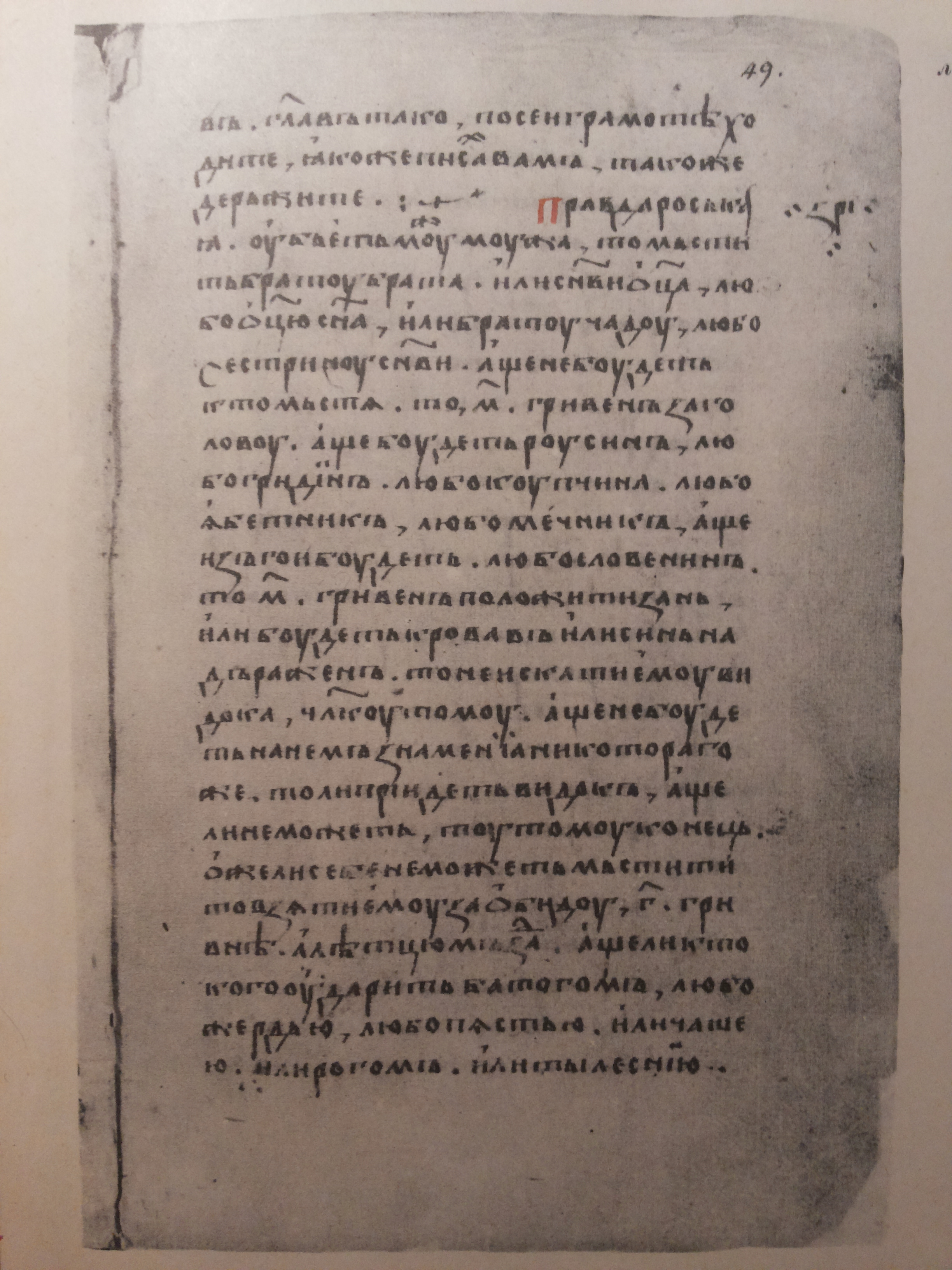
Академический список Новгородской первой летописи XV в. Летописный текст о победе Ярослава над Святополком и начало Русской Правды. Загадочная помета «зри» на полях
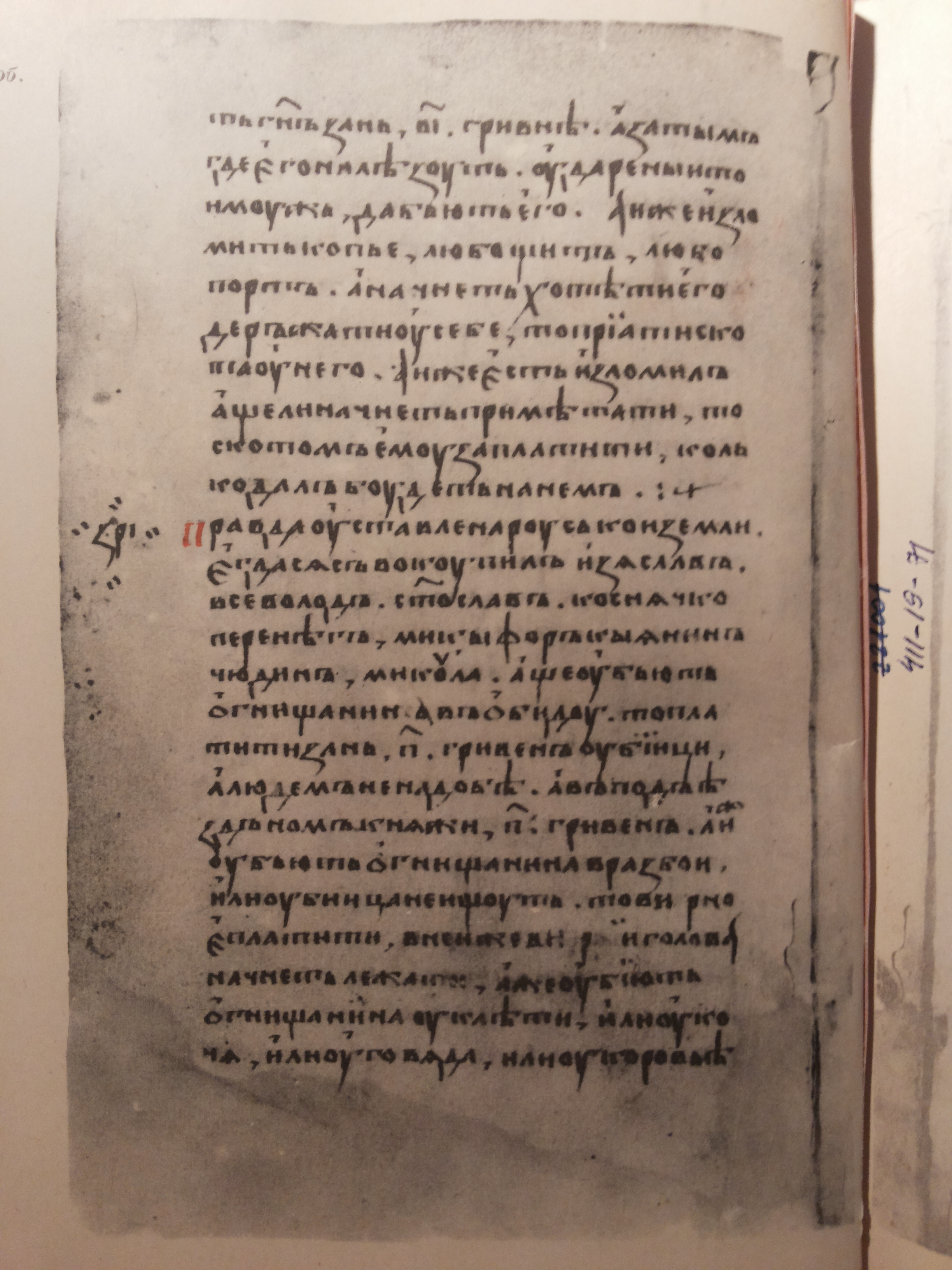
Академический список. Начало Правды Ярославичей. Другая помета «зри» на полях
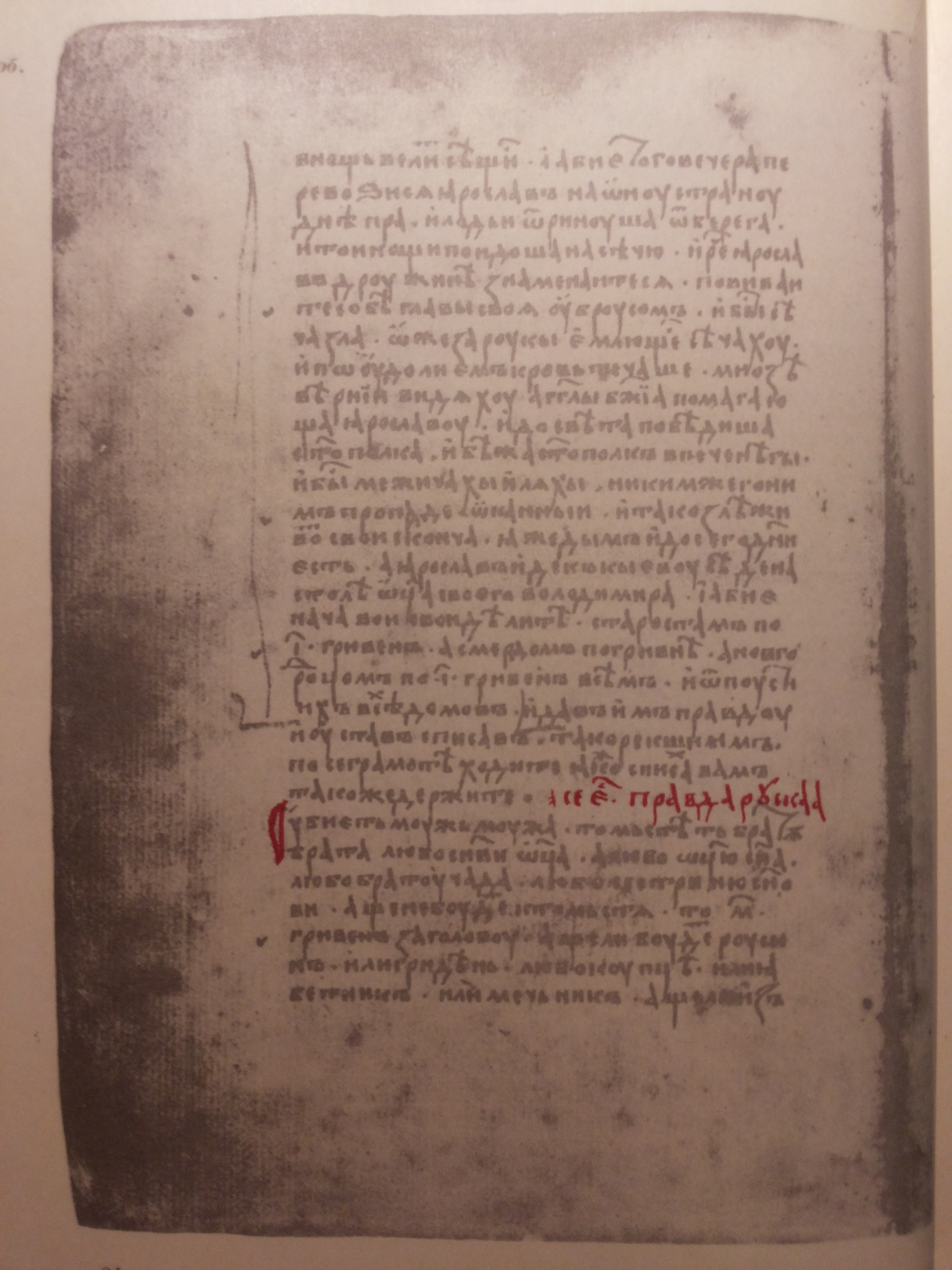
Комиссионный список Новгородской первой летописи XV в. Летописный текст о победе Ярослава над Святополком и начало Русской Правды
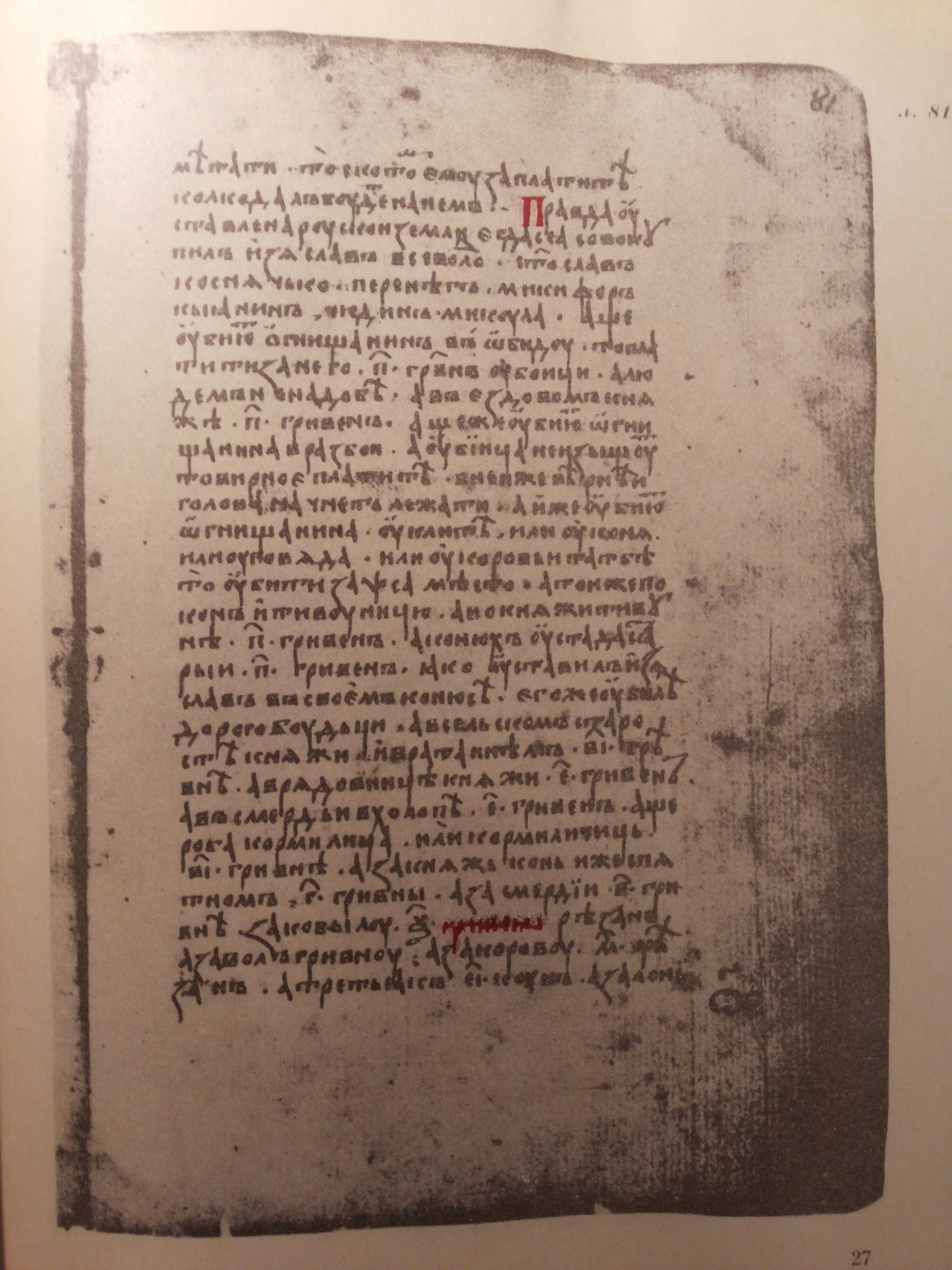
Комиссионный список. Начало Правды Ярославичей

Пространная редакция включает около 121 статьи и состоит из двух частей — Устава Ярослава Владимировича и Устава Владимира Всеволодовича Мономаха. По мнению большинства исследователей, Пространная Правда основана на тексте Краткой, в который были внесены изменения и дополнения, в том числе принятые во время киевского княжения Владимира Мономаха. Также существует точка зрения, что к Уставу Владимира Мономаха можно отнести только статью 53, содержащую упоминание князя. Пространная Правда обычно относится к началу XII века, реже к более позднему времени. По мнению Я. Н. Щапова, в дальнейшем, с XIII века, Русская Правда использовалась в Новгороде в церковном суде по светским делам. Пространная редакция отражает дальнейшую социальную дифференциацию, привилегии землевладельцев, зависимое положение смердов, закупов и холопов. Нормы Пространной Правды свидетельствуют о процессе дальнейшего развития княжеского и боярского землевладения, они уделяют много внимания охране прав собственности на землю и другое имущество. О дальнейшей социальной дифференциации свидетельствует размер вира, связанный со статусом жертвы. Основным наказанием является выплата вир и продаж, судебных штрафов в пользу князя. Статья 2 Пространной Правды содержит законодательный запрет кровной мести Ярославичами. Пространная Правда впервые упоминает архаическую по происхождению меру наказания за особо тяжкие преступления — поток и разграбление. В связи с развитием товарно-денежных отношений и необходимостью их правового регулирования Пространная Правда определяет порядок заключения ряда договоров, а также передачу имущества по наследству. Значительное место уделяется сбору свидетельских показаний.
Устав Владимира Всеволодовича был принят вскоре после начала его киевского княжения в 1113 году. Устав посвящён долговым нормам и правовому положению закупов, свободных людей, попавших в зависимость после того, как они взяли купу — кредит. Устав ограничивал произвол кредиторов, определяя проценты по кредиту и запрещая обращать закупов в рабство (обельное холопство). Учёные считают это следствием Киевского восстания 1113 года.
По мнению А. П. Толочко, Краткая редакция является фальсификатом, выполненным в Новгороде в XV веке на основе Пространной редакции в рамках описания так называемых «Ярославлих грамот» — мнимых договоров князя Ярослава Мудрого с новгородцами. П. В. Лукин отмечает, что Краткая редакция содержит явно первичные чтения в сравнении с Пространной, а в Пространной заметны следы влияния Краткой.
Сокращённая редакция включает 50 статей. По мнению большинства исследователей, она относится к значительно более позднему периоду, чем другие редакции, к XVI—XVII векам, и представляет собой сокращение из Пространной. Так, А. А. Зимин полагал, что она была составлена в XVI — начале XVII века путём сокращения Пространной редакции и является попыткой приспособить её к действовавшему праву через исключение устаревших норм. По М. Н. Тихомирову, Сокращённая Правда сложилась в конце XV века в Московском княжестве после присоединения к нему в 1472 году территории Великой Перми. Связь с этим регионом, по мнению исследователя, нашла своё отражение в денежном счёте данного текста. Сокращённая Правда, согласно Тихомирову, восходит к тексту, не менее древнему, чем две другие редакции.

## Отрасли права

### Уголовное право
Как и другие ранние правовые памятники, Русская Правда отличает убийство неумышленное, «в сваде», то есть во время ссоры, от умышленного — «в обиду», и от убийства «в разбое». Различалось причинение тяжкого или слабого ущерба, а также действия, наиболее оскорбительные для пострадавшего, например, отсечение усов или бороды, каравшиеся более высоким штрафом, чем отсечение пальца. Русская Правда содержит следы характерного для традиционных обществ принципа ответственности — кровной мести.
Ниже перечислены уголовные санкции.
Кровная месть
Правда Ярослава санкционировала кровную месть, но ограничивала круг мстителей определёнными ближайшими родственниками убитого. Статья 1 Краткой Правды: «Убьеть муж мужа, то мьстить брату брата, или сынови отца, любо отцю сына, или братучаду, любо сестрину сынови; аще не будеть кто мьстя, то 40 гривенъ за голову». За убийство могли мстить брат за брата, сын за отца, отец за сына, племянник за дядю. В остальных случаях, а также в случае, если мстителя не находилось, убийца обязан был уплатить виру — штраф за убийство в пользу князя. В третьей четверти XI века кровная месть была законодательно запрещена сыновьями Ярослава Мудрого (статья 2 Пространной Правды). Н. А. Максимейко считал, что месть, упоминаемая Русской Правдой, была не досудебной кровной местью (самостоятельной расправой), а исполнением судебного приговора, на основании которого преступник выдавался родственникам убитого для расправы. Аналогичная практика присутствовала в более поздней правовой системе Литовского государства, основанной на древнерусском праве.

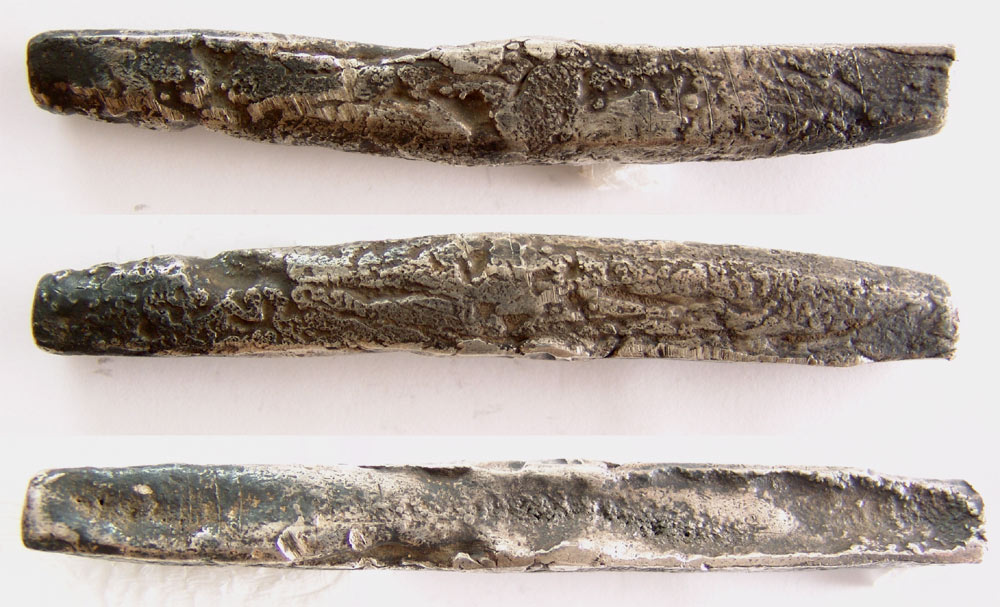
Новгородские гривны, селище в районе Копорья

Княжеские штрафы и частные вознаграждения в Русской Правде исчислялись в гривнах, кунах, гривнах кун и других денежных единицах.
Штрафы в пользу князя
- Вира — штраф за убийство свободного человека («а в холопѣ и в робѣ виры нѣтуть», статья 84 Пространной Правды). Величина виры зависела от знатности и общественной значимости убитого. За княжеского мужа, тиуна огнищного и конюшего платилась вира в 80 гривен. За княжеского отрока, конюха, повара или простого свободного мужчину без определённого социального статуса платилась вира в 40 гривен. За убийство ремесленника или ремесленницы полагалось наказание в 12 гривен, за смерда и холопа — 5 гривен, за рабыню — 6 гривен, за рядовича — 5 гривен, за тиуна княжеского сельского или руководящего пахотными работами — 12 гривен, за кормильца — 12 гривен, столько же и за кормилицу, «хотя си буди холопъ, хотя си роба» (даже если это холоп или рабыня)[24]. За убийство свободной женщины без определённого социального статуса платилась вира в 20 гривен. Если убийца свободного человека был неизвестен, вервь (община), на территории которой было найдено тело жертвы, платила дикую виру, коллективный штраф, который платила вся вервь[3].
- Полувирье — штраф за тяжкие увечья свободному человеку: «Аче ли утнеть руку, и отпадеть рука или усохнеть или нога, или око, или нос утнеть, то полувирье 20 гривенъ, а тому за вѣкъ 10 гривенъ» (статья 21 Пространной Правды).
- Продажа — штраф за другие уголовные преступления — нанесение менее тяжких телесных повреждений, кражу и др. Исчислялся различными суммами, но, как правило, небольшими в сравнении с вирой.

Плата пострадавшим
- Головничество (статья 4 Пространной Правды) — плата в пользу родственников убитого.

- Плата «за обиду» — как правило, плата потерпевшему.
- Урок — плата хозяину за украденную или испорченную вещь или за убитого холопа.

Поток и разграбление
Наиболее тяжкими преступлениями считались разбой «безъ всякоя свады» (убийство в разбое без повода, без ссоры), поджог гумна или двора и конокрадство. За них преступник подвергался потоку и разграблению. Первоначально это была высылка преступника и конфискация имущества, позднее — преступник и его семья обращались в рабство, а его имущество подвергалось разграблению. Поток и разграбление инициировала община, а осуществляла княжеская власть, то есть эта мера наказания уже была поставлена под контроль государства. Поток и разграбление восходят к архаическим коллективным расправам, представлявшим собой удаление из общности человека, который противодействовал её воле.
«Будеть ли сталъ на разбои безъ всякоя свады, то за разбоиника люди не платять, но выдадять и всего съ женою и с дѣтми на потокъ и на разграбление» (статья 5 Пространной Правды). «Аще будеть коневыи тать, выдати князю на потокъ» (статья 30 Пространной Правды). «Аже зажьжеть гумно, то на потокъ и на грабежь домъ его, переди пагубу исплатившю, а въ процѣ князю поточити и. Тако же аже кто дворъ зажьжеть» (статья 79 Пространной Правды).

### Частное право
По Русской Правде купец мог отдавать имущество на хранение (поклажа). Совершались ростовщические операции: в рост давались деньги — отданное (исто) возвращалось с процентами (резы), или продукты с возвратом в пропорционально большем размере. Подробно представлены нормы наследственного права. Предусматривалось наследование как по закону, так и по завещанию, «ряду».

### Процессуальное право

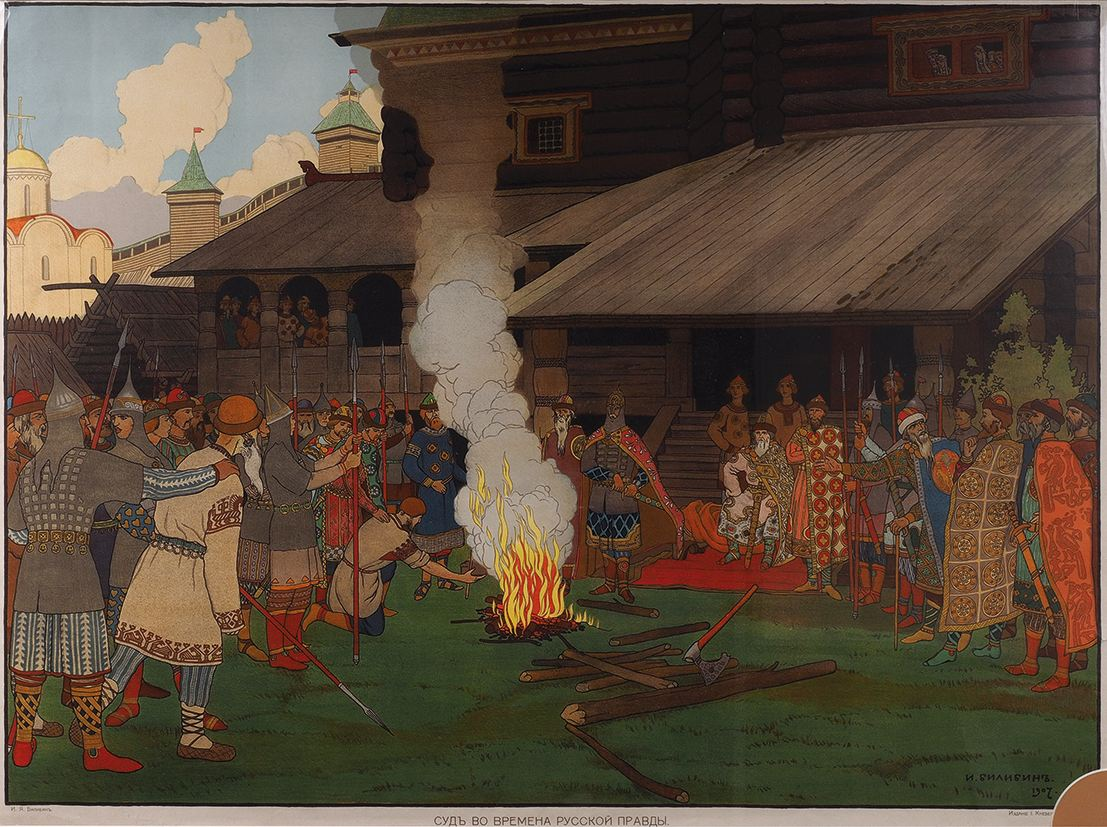
Иван Билибин. «Суд во времена Русской Правды». 1909 год. Лист № 5 из серии «Картины по русской истории»

Уголовные правонарушения рассматривал княжий (княжеский) суд — суд, осуществлявшийся представителем князя. Пойманного на дворе в ночное время вора можно было убить на месте или вести на княжий суд.
По гражданским делам процесс носил состязательный (обвинительный) характер, при котором стороны были равноправными и сами осуществляли процессуальные действия. Предусматривался определённый порядок взыскания долга с несостоятельного должника.
Некоторые понятия
- «Закличють и на торгу» — объявление о совершённом преступлении, например, о пропаже имущества, в людном месте, на торгу. О пропаже объявляли в том случае, если вещь обладала индивидуальными признаками, которые позволяли её опознать. Если пропажа обнаруживалась по истечении трёх дней с момента объявления, тот, у кого она находилась, считался ответчиком.

- «Сводъ» — многозначный термин. Он мог означать показания свидетелей или процедуру поиска пропавшей вещи. В последнем случае лицо, у которого обнаруживали пропавшую вещь, должно было указать, у кого эта вещь была приобретена. Свод продолжался до тех пор, пока не доходил до человека, не способного дать объяснения, где он купил эту вещь. Этот человек и признавался вором (татем). Если свод выходил за пределы общины, где пропала вещь, он продолжался до третьего лица, на которого возлагалась обязанность уплатить собственнику стоимость вещи и право далее самому продолжать свод.

- «Слѣдъ гнати» (статья 77 Пространной Правды), гонение следа. Если вор не будет обнаружен, его ищут по следу. Если след приведёт к селу или к торговому стану, и люди не отведут от себя следа, не поедут вести расследование или силой откажутся, они должны заплатить за украденное и штраф князю и вести расследование с другими людьми и со свидетелями. Если след потеряется на большой торговой дороге и рядом не будет села или будет незаселённая местность, украденное не возмещается и штраф князю не платится.

Судебные доказательства
- Вещественные доказательства, внешние признаки. Так, наличие синяков или крови на пострадавшем было достаточным доказательством того, что его избил тот, кого он обвинял.
- Если вещественных доказательств не было, применялись свидетельские показания — свод. Различалось две категории свидетелей — видоки и послухи. Видоки — очевидцы факта. Послухи — лица, которые слышали о случившемся от кого-либо, имеющие сведения из вторых рук. Под послухами могли пониматься и свидетели доброй славы, которые должны были показать, что ответчик или истец — люди, заслуживающие доверия.
- Если не было и свидетелей, для решения тяжбы обращались к Богу. Истец или ответчик подтверждали свои показания особым образом: шли на роту или обращались к Божьему суду — подвергались испытанию водой или железом (то же, что западноевропейские ордалии). В частном праве эти виды доказательств зависели от суммы иска. При наименьшей сумме иска на роте, если сумма больше — испытание водой, при самой высокой сумме — испытание железом. «Идти на роту» означало принести присягу, то есть совершить целование креста (крестоцелование) или иконы и произнести свои показания. Считалось, что, совершив такую присягу, человек не может лгать, иначе будет обречён на вечные муки в загробной жизни. Если человек выносил испытание водой или железом, считалось, что он делает это с Божьей помощью и его показания верны.

Русская Правда не упоминает судебный поединок — поле (разновидность Божьего суда), известный по другим русским источникам. В. О. Ключевский считал, что составитель Русской Правды игнорировал этот правовой обычай, поскольку принадлежал к духовенству, а сама Русская Правда предназначалась для потребностей церковного суда. Н. А. Максимейко объяснял отсутствие упоминаний поля тем, что Русская Правда возникла в Южной Руси, где, по его мнению, судебные поединки не практиковались.

## Социальные категории по Русской Правде

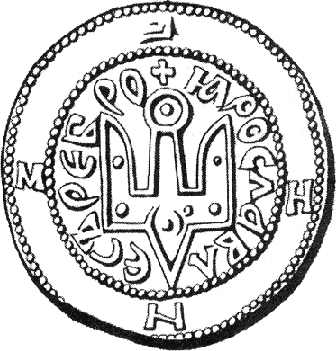
Княжеский знак Ярослава
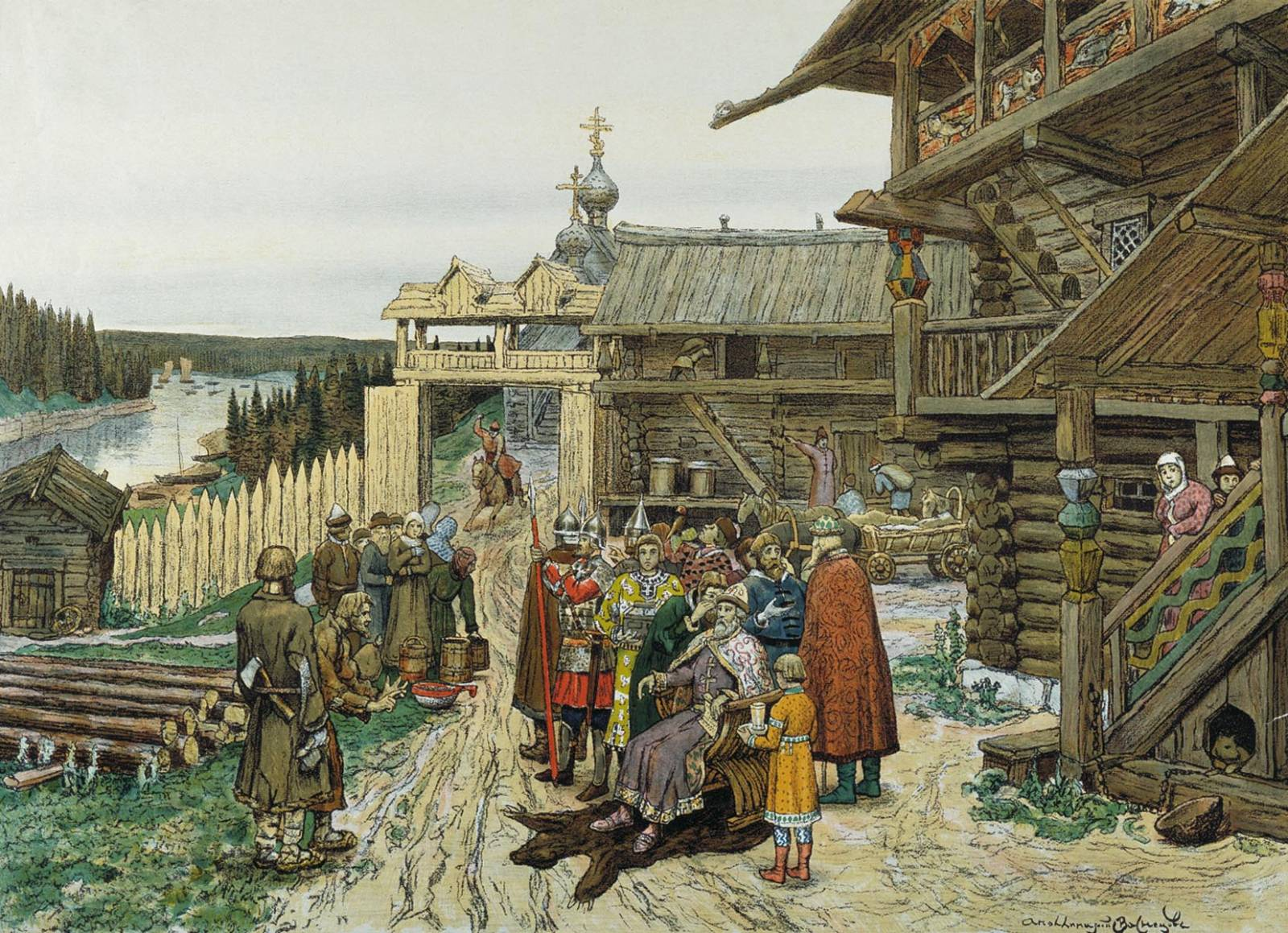
Аполлинарий Васнецов. Двор удельного князя
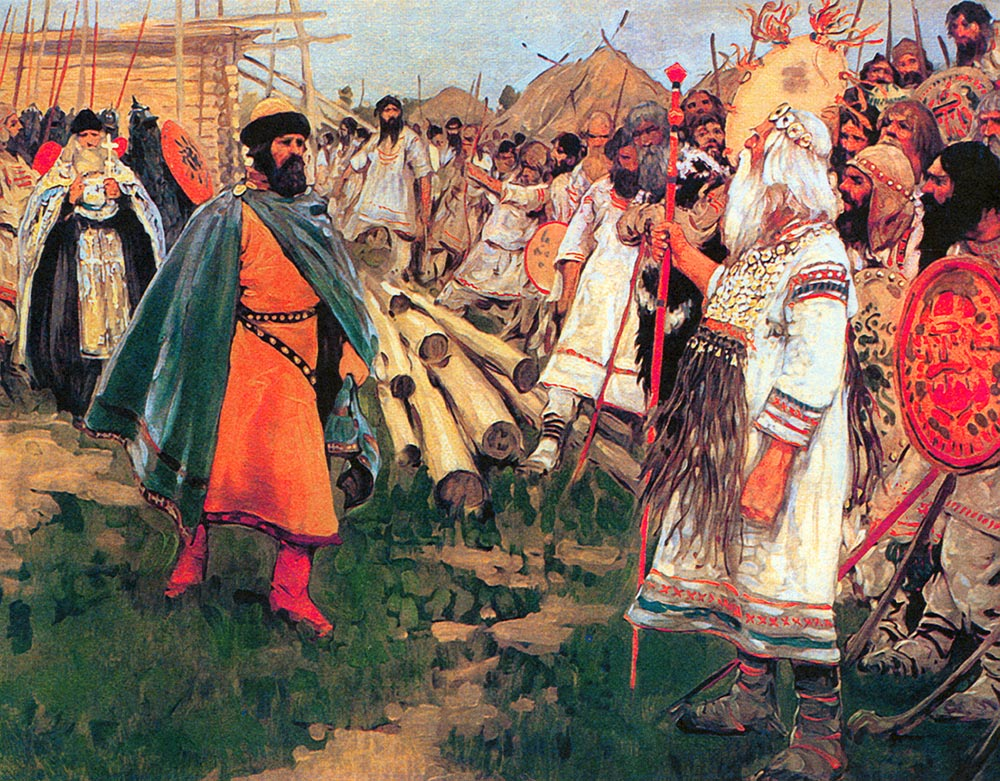
Сергей Иванов. Ян Вышатич и язычники

### Знать и привилегированные слуги
- Знать в Русской Правде представлена князем и его старшими дружинниками — боярами. Князю идут штрафы, имущество которого защищают некоторые статьи, и именем которого вершится суд.
- Привилегированное положение имели тиуны, огнищане — высокопоставленные княжеские и боярские слуги, а также княжеский старший конюх («конюхъ старыи» статьи 18—21 Краткой Правды).

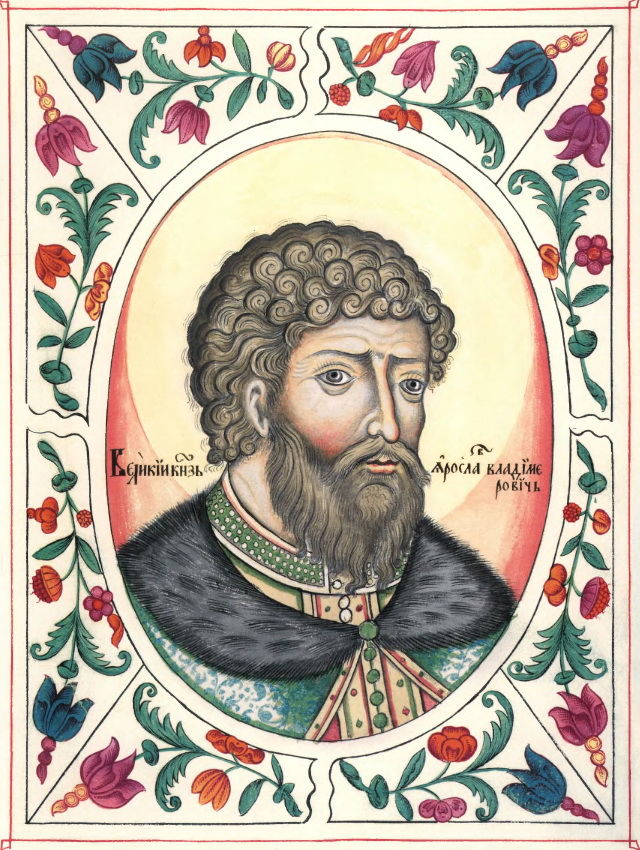
Ярослав Мудрый. Портрет из Царского титулярника XVII века
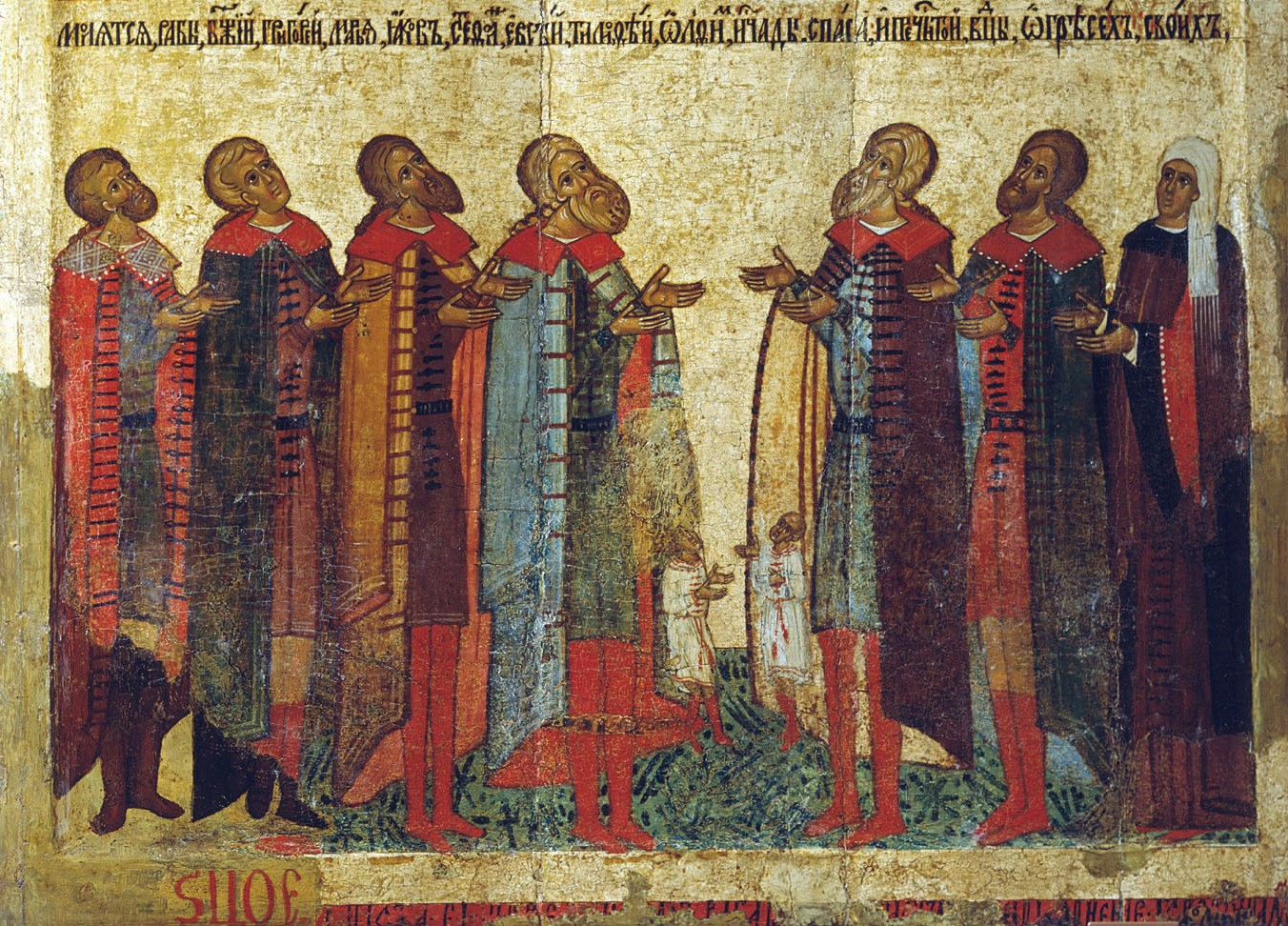
Бояре. Деталь иконы «Молящиеся новгородцы» (около 1467 года)

### Рядовые свободные жители
- Основное действующее лицо Русской Правды — муж — свободный мужчина. По статье 1 Краткой Правды (близко содержание статьи 1 Пространной Правды) если за убитого никто не мстит, платится вира в 40 гривен, «аще будеть русинъ, любо гридинъ, любо купчина, любо ябетникъ, любо мечникъ, аще изъгои будеть, любо словенинъ».
- Русин — житель Киевской Руси[27]; дружинник[28]: гридин — представитель боевой дружины.
- Купчина — дружинник, занимавшийся торговлей.
- Ябетник — дружинник, связанный с судебным процессом.
- Мечник — сборщик штрафов.
- Изгой — человек, потерявший связь с общиной.
- Словенин — житель словенской, то есть новгородской земли (Древнейшую Правду Ярослав даровал новогородцам), в данном контексте — рядовой житель.

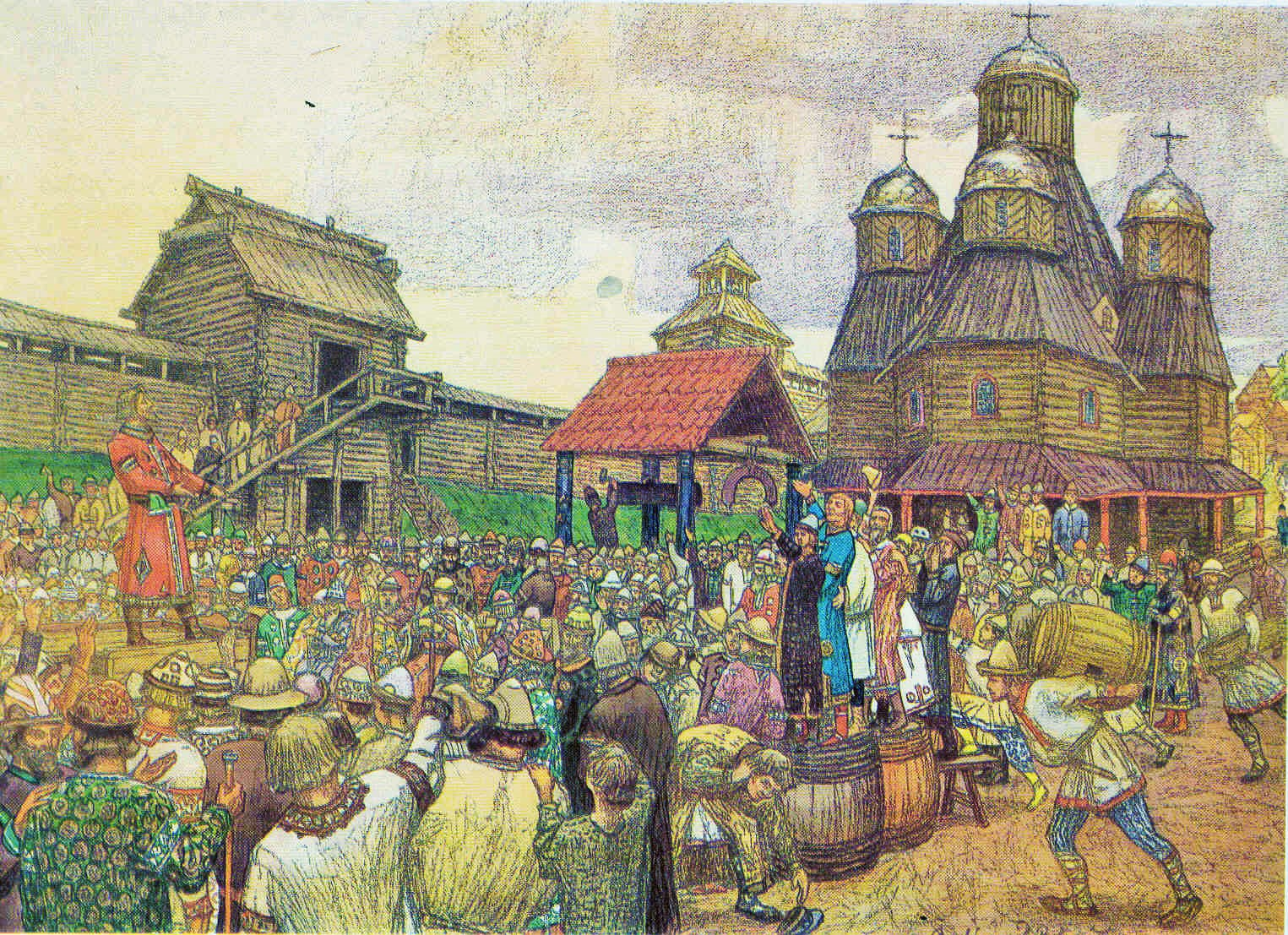
Мужи. Картина Аполлинария Васнецова «Псковское вече»
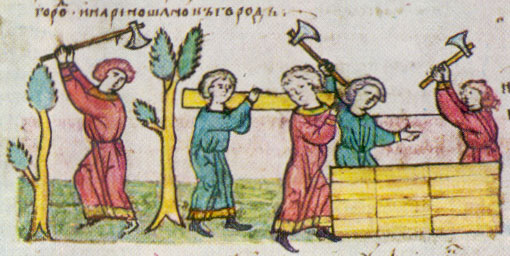
Строительство городских ограждений. Миниатюра из Радзивиловской летописи

### Зависимое население
- Привилегированное положение среди зависимых людей имели княжеские кормильцы, а также княжеские сельские и ратайные старосты (ратать — пахать, пахотный староста): «А въ сельскомъ старостѣ княжи и в ратаинѣмъ 12 гривнѣ» (статья 22 Краткой Правды).

Низшее положение занимали смерды, холопы, рядовичи и закупы. За убийство смерда, холопа и рядовича взимался штраф в 5 гривен (статьи 22 и 23 Краткой Правды):
- смерд — крестьянин, в этом контексте зависимый крестьянин. Если после его смерти у него не оставалось незамужних дочерей, имущество смерда наследовал князь;
- холопство могло быть обельным (полным) или закупным. Обель — пожизненный раб. Женский род — роба;
- закуп — свободный человек, взявший купу — кредит, и попавший в зависимость до тех пор, пока не отдаст или не отработает этот долг[3];
- рядович — лицо, поступившее на службу и ставшее зависимым по «ряду», то есть договору.

В Русской Правде отражено право-привилегия, охранявшее положение знати и других лиц: наказание за причинение им имущественного вреда, двойная вира за убийство высокопоставленных слуг.
По мнению А. А. Горского, в IX веке и позднее на Руси ещё не сложился феодализм западноевропейского образца как таковой, а существовала система поборничества. Господствующим классом являлась не общинная знать, сведения о которой отсутствуют, а дружинная корпорация во главе с князем. Боярами именовались представители и потомки «старшей» дружины, а не общинная знать.

## Значение

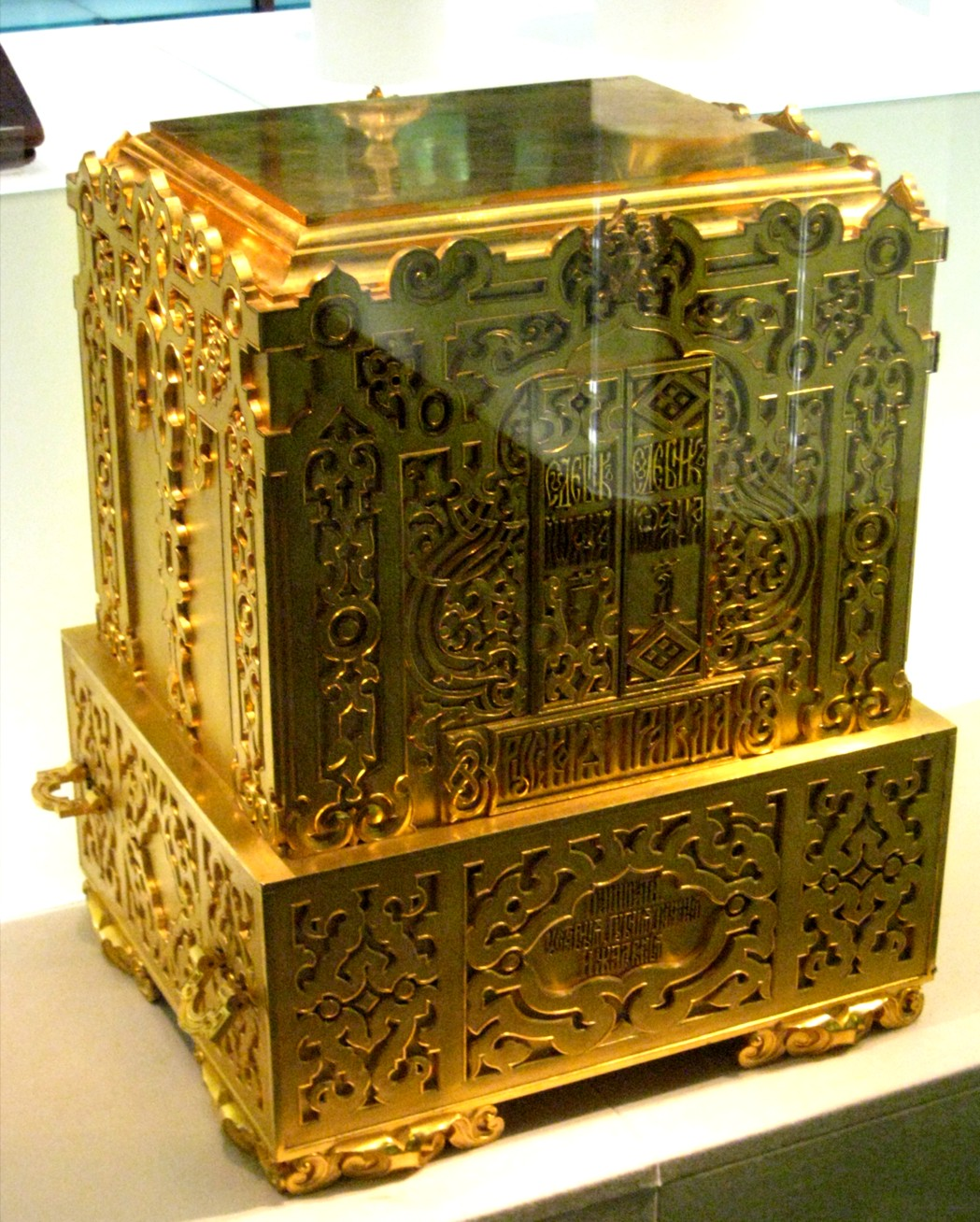
Ковчег для хранения Русской Правды, судебников, грамот. 1853—1858 годы. Художник Ф. Г. Солнцев

Русская Правда в период своего составления и позднее составляла основу всего русского законодательства, оказала значительное влияние на позднейшие правовые памятники как русских земель и княжеств, так и Великого княжества Литовского. Новгородское летописание и берестяные грамоты содержат свидетельства применения норм Русской Правды в конкретных правовых ситуациях.
В течение всего периода своего научного исследования Русская Правда является важнейшим источником для изучения права, социального и экономического строя Киевской Руси.

## В филателии и нумизматике

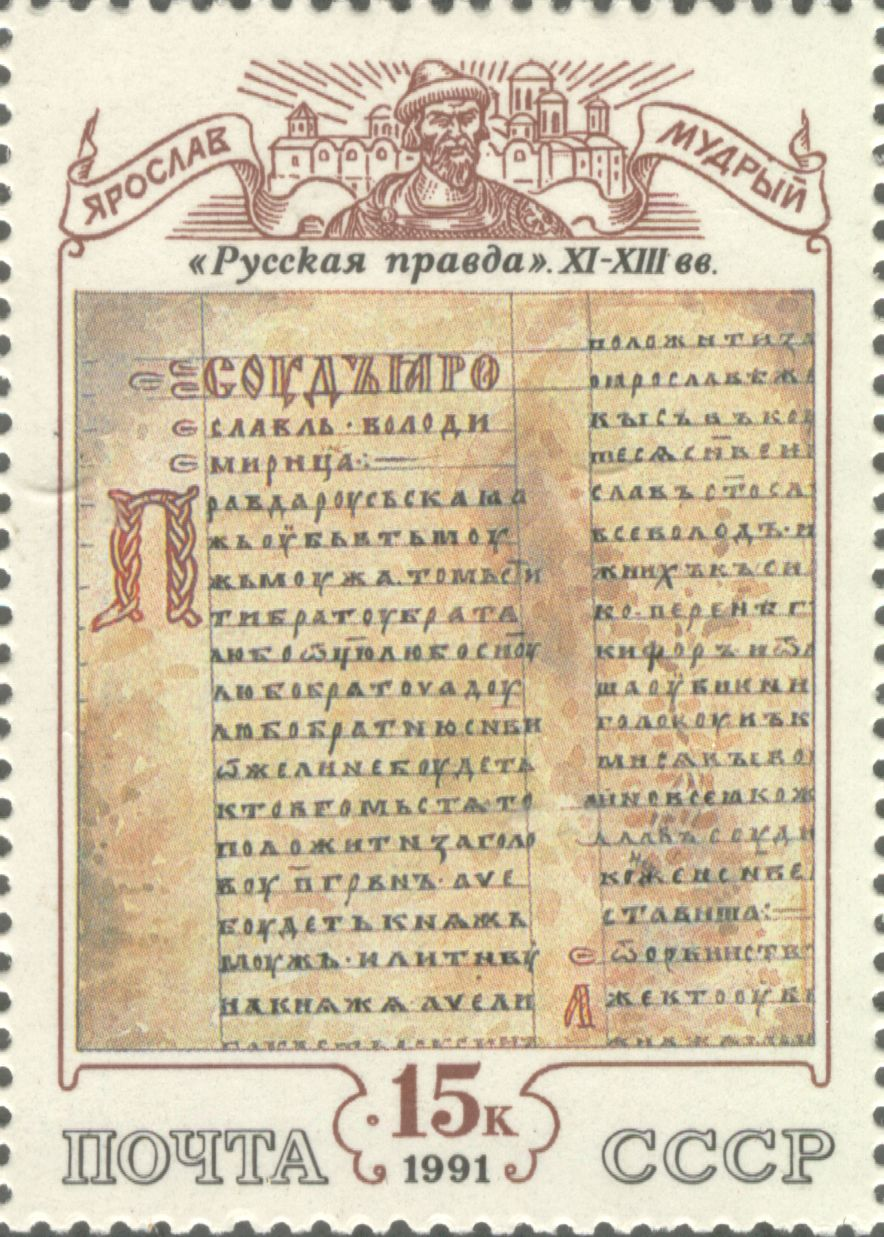
Почтовая марка СССР, 1991. Серия Культура русского средневековья XI—XVI века: «„Русская правда“. XI—XIII вв.», оформление Герман Комлев
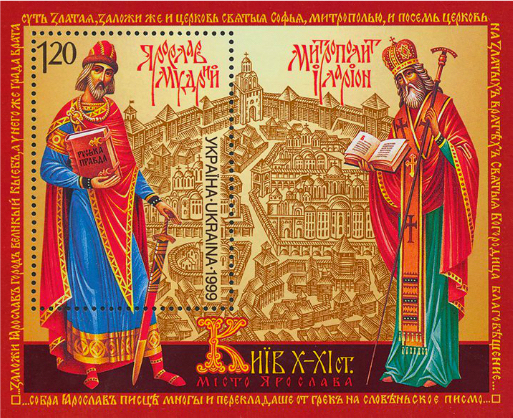
Князь Ярослав Мудрый с Русской Правдой, митрополит Иларион и город Ярослава на почтовом блоке Украины, 1999
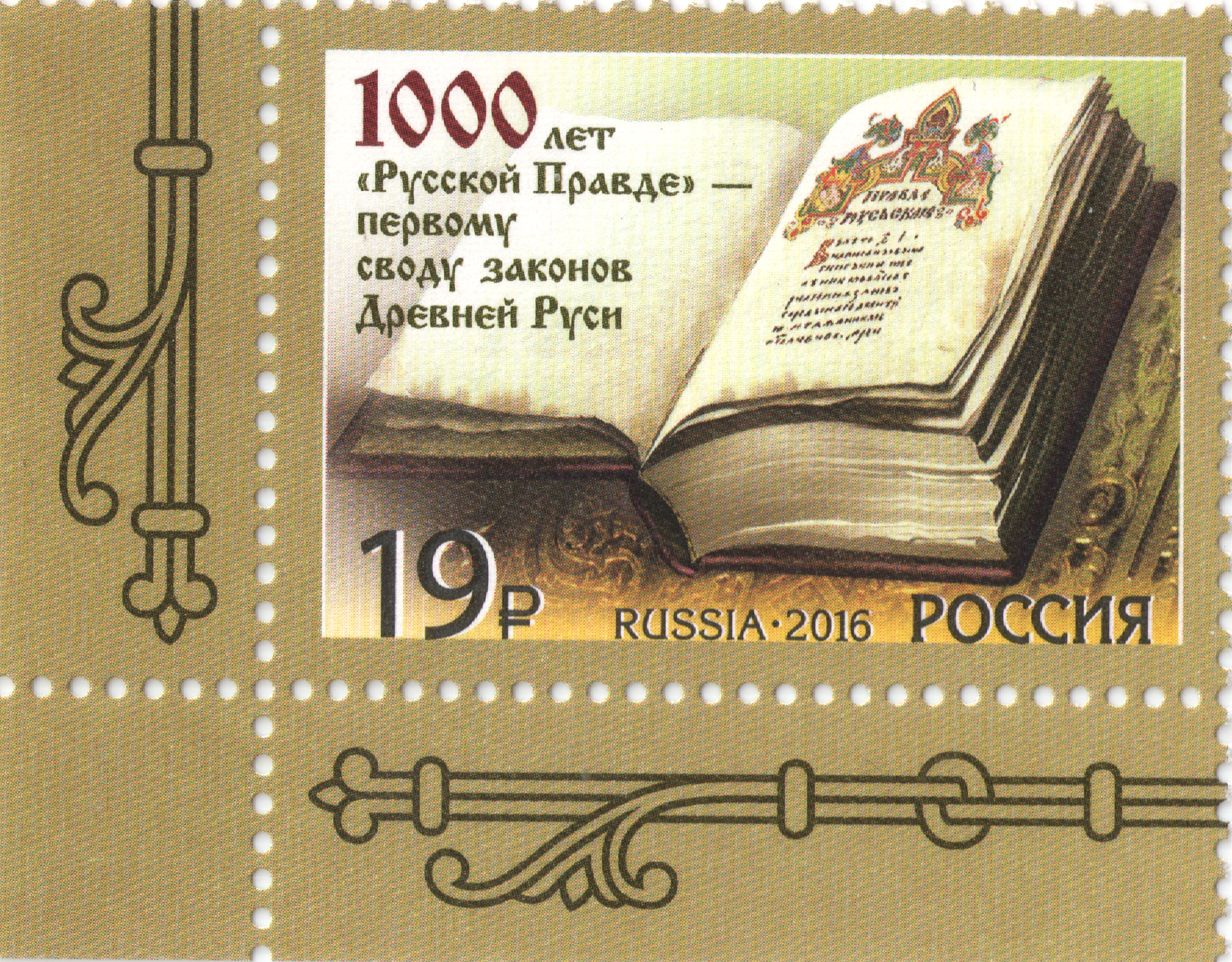
Российская почтовая марка в честь 1000-летия Русской Правды, 2016 год
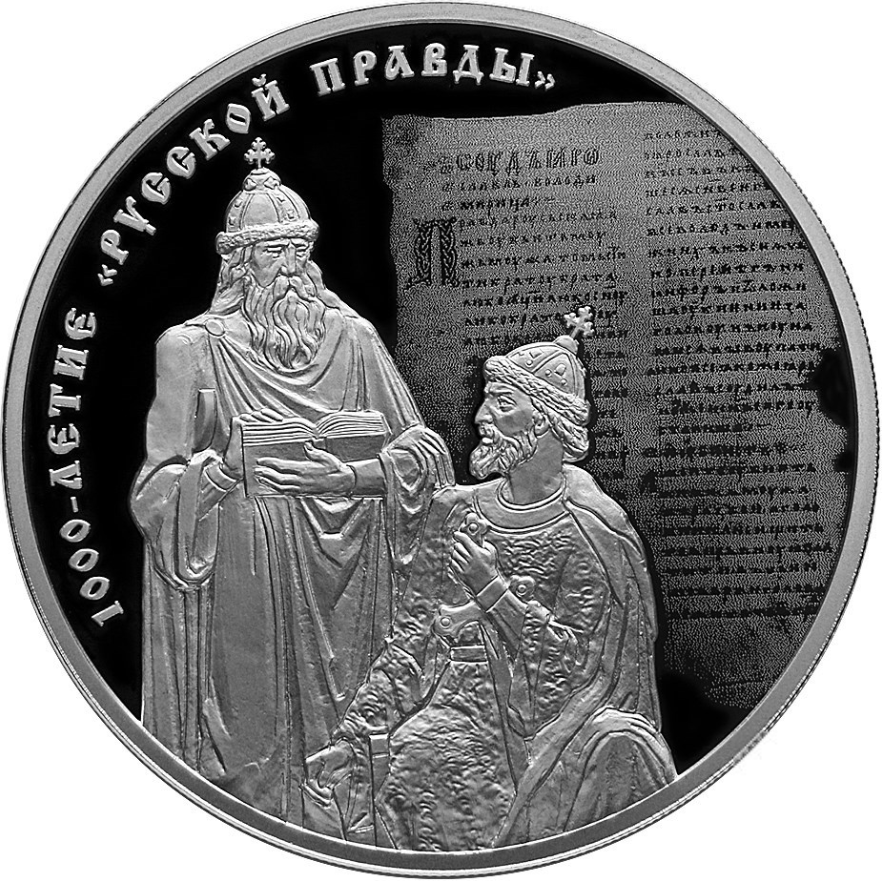
Памятная монета Банка России в честь 1000-летия Русской Правды, 2016 год